# Liggeringen
Das Dorf Liggeringen ist ein Stadtteil der baden-württembergischen Großen Kreisstadt Radolfzell am Bodensee im Landkreis Konstanz in Deutschland.

## Geographie

### Geographische Lage
Liggeringen liegt auf einer Höhe zwischen 540 und 570 m ü. NHN am Südhang des Bodanrücks und ist der höchstgelegene Ortsteil von Radolfzell. Er liegt rund fünf Kilometer nordöstlich von Radolfzell.

### Gemarkung
Zur Gemarkung Liggeringen gehören das Dorf Liggeringen, sowie der „Hirtenhof“, Hof „Mühlsberg“ und Hof „Röhrnang“.

## Geschichte
Liggeringen wurde 806 als Lütteringen erstmals erwähnt. Der Ortsname Liutegarninga, erstmals in einer unverfälschten Kaiserurkunde vom 28. November 946 erwähnt, lässt als Gründer einen Alemannen namens Liutger vermuten. 1939 wurden fünf merowingische Gräber bei Hof Röhrnang gefunden, die eine alemannische Gründung im 6./7. Jahrhundert nahelegen.
Schon früh gehörte der Ort zum Kloster Reichenau, doch gab es bis 1135 die Herren bzw. die Maier von Liggeringen als Edelfreie. Das Niedergericht war teilweise an die Herren von Bodman verpfändet, die den Ort und die Vogtei ab dem 16. Jahrhundert endgültig besaßen. 1744 bis 1774 war der Ort vorübergehend an das Heilig-Geist-Spital Konstanz (heute: Spitalstiftung Konstanz) verpfändet. 1806 kam der Ort an Baden und wurde 1807 dem Bezirksamt Konstanz zugeordnet.
Zur Zeit des Nationalsozialismus war Liggeringen eine Hochburg der NSDAP. Bei der Reichstagswahl im Juli 1932 errangen die Nationalsozialisten einen Stimmenanteil von 66,1 % (Baden: 36,9 %, Deutsches Reich: 37,3 %), gefolgt von der Zentrumspartei mit 25,1 %.
Am 21. Juni 1943 war Liggeringen Schauplatz eines britischen Nachtbombardements. Die Royal Air Force flog an diesem Tag einen Angriff auf den Rüstungsbetrieb Luftschiffbau Zeppelin GmbH in Friedrichshafen. Einer der 60 gestarteten Bomber hatte durch ein Unwetter über Nordfrankreich den Anschluss an die anderen verloren und wich der massiven Luftabwehr vor Erreichen des Zieles nach Süden aus. Um sicher wieder landen zu können, entledigte er sich seiner Bombenlast über dem Dorf Liggeringen. Bilanz des Luftangriffs: Es gab acht Todesopfer und eine Reihe von Verletzten. Fast alle Häuser im Ort waren betroffen, 25 Häuser wurden komplett zerstört, 50 andere beschädigt. Noch Jahre nach dem Angriff standen sie als Trümmer im Dorf, andere Häuser wurden von Bautrupps aus Radolfzell wieder notdürftig repariert. Der Todesopfer wird weiterhin regelmäßig (Stand 2024) zum Jahrestag gedacht, auf dem Liggeringen Friedhof sind diese prominent im Eingangsbereich beigesetzt.
Später war Liggeringen eine selbstständige Gemeinde im Landkreis Konstanz. Im Zuge der Gebietsreform in Baden-Württemberg wurde sie am 1. Januar 1974 nach Radolfzell eingemeindet.

### Einwohnerentwicklung
Hatte der Ort 1792 eine Einwohnerzahl von 361, entwickelte sich im 19. Jahrhundert die Einwohnerzahl auf etwa 400 bis 500 Einwohner. Am 6. Juni 1961 waren es 546 und am 27. Mai 1970 624 Einwohner. Im Jahr 2012 waren es rund 1000 Einwohner.

## Religion
In Liggeringen wurde 1360/1370 eine Pfarrei genannt. Heute gehört die katholische Gemeinde zum Dekanat Konstanz des Erzbistums Freiburg im Rahmen der „Seelsorgeeinheit St. Radolt Radolfzell“. Die Protestanten gehören zur Gemeinde Böhringen. Sie gehört zunächst zum Dekanat Konstanz der Evangelischen Landeskirche in Baden.

## Politik

### Ortsvorsteher
Ortsvorsteher ist Hermann Leiz (Stand 2024).

### Wappen
Das Wappen von Liggeringen zeigt sich von Rot und Silber geviert.

## Kultur und Sehenswürdigkeiten
- Pfarrkirche St. Georg: Das Langhaus der Pfarrkirche St. Georg wurde 1905 in neuromanischem Stil errichtet und als Kapelle der Chor einer ursprünglich spätgotischen, 1711 bis 1717 barockisierten Kirche einbezogen.[12]
- Torkel Liggeringen: Bei dem 1756/1757 errichteten Gebäude handelt es sich um einen der letzten von einstmals mehreren Hundert im Bodenseeraum errichteten Torkel zur Weinkelter.[12] Das Fachwerkgebäude mit den Abmessungen von 15,70 Meter Länge und 11,40 Meter Breite bei einer Wandhöhe von 5,50 Meter wurde 2010 saniert.[13]
- Rathaus

## Bildung, Wirtschaft und Infrastruktur

### Bildung
In Liggeringen befindet sich ein Kindergarten und seit 1907 eine Grundschule.

### Wirtschaft
Das Weingut Hans Rebholz hat seinen Sitz in Liggeringen (Rebfläche 4,5 ha).

### Vereine
- Förderverein der Grundschule Liggeringen e. V.
- Musikverein Liggeringen 1880 e. V.
- Narrenverein Moofanger Liggeringen e. V. mit dem Fanfarenzug Liggeringen
- Sportverein Liggeringen e. V.
- Verein zur Förderung des Musikvereins Liggeringen e. V.

### Infrastruktur
Liggeringen ist Kreuzungspunkt der Landesstraße (L) 220, Kreisstraße (K) 6167 und der K 6100. Der Ort liegt am Bodensee-Radweg.

## Persönlichkeiten

### Ehrenbürger
- 1899: Georg Braun

### Persönlichkeiten, die vor Ort gewirkt haben rsp. wirken
- Paul Wehrle (* 1940), emeritierter Weihbischof im Bistum Freiburg, seit 2012 Subsidiar in Liggeringen
- Jürgen Klöckler (* 1965), Stadtarchivar von Konstanz, lebt in Liggeringen